# Crimi Clowns: De Movie
Crimi Clowns: De Movie is een Belgische langspeelfilm uit 2013 van Luk Wyns. De film is een vervolg op het eerste seizoen van de televisieserie Crimi Clowns.

## Verhaal
De hoogdagen van Ronny Tersago als Clown Norry en Co zijn voorbij. Tegenwoordig moeten ze 's nachts overuren draaien als inbrekers. Ronny's zoon Wesley die van de Amsterdamse filmschool getrapt werd, filmt gepassioneerd hun optredens en misdaden, hun nachtelijke uitspattingen en turbulente privélevens. Leek het met de bende de laatste tijd eerder bergaf te gaan, nu slaan ze plots de slag van hun leven. En dan beginnen de problemen pas echt.

## Rolverdeling
| Acteur             | Personage          |
| ------------------ | ------------------ |
| Johnny de Mol      | Wesley Tersago     |
| Luk Wyns           | Ronny Tersago      |
| Hilde Uitterlinden | Ma Tersago         |
| Veerle Dejonghe    | Rachel Rubbens     |
| Silke Becu         | Amber Tersago      |
| Manou Kersting     | Lou De Man         |
| Chris Willemsen    | Mike Bolckmans     |
| Frank Aendenboom   | Jos den Dief       |
| Peter Thyssen      | Jay Peeters        |
| Eddy Faus          | Jarek Prezinski    |
| Kimberley Klaver   | Katia Mermowitz    |
| Eline De Munck     | Durga Zneba        |
| Diederik Ebbinge   | Dhr. De Jong       |
| Katja Schuurman    | Mevr. De Jong      |
| Luc Caals          | Maurice Van Rossum |
| Luc Verhoeven      | Fred               |

## Première
De film had zijn première in België op 3 april 2013 met een kijkwijzeradvies van 18 jaar en ouder.